# García Hurtado de Mendoza

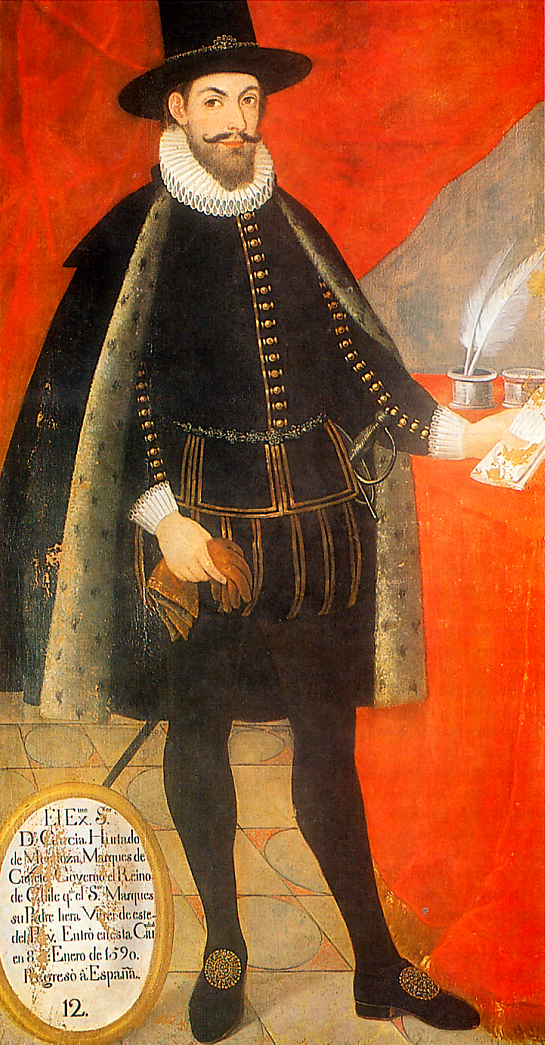
García Hurtado de Mendoza.

García Hurtado de Mendoza y Manrique, 4. Graf von Cañete (* 21. Juli 1535 in Cuenca; † 4. Februar 1609 in Madrid), war ein spanischer Militär und königlicher Beamter, der als Gouverneur von Chile (1557–1561) und Vizekönig von Peru (1589–1596) amtierte.

## Leben
Am 9. Januar 1557 wurde García Hurtado de Mendoza von seinem Vater Andrés Hurtado de Mendoza, dem Vizekönig von Peru, zum Gouverneur von Chile ernannt. Er führte einen gnadenlosen Vergeltungskrieg gegen die aufständischen Mapuche-Indianer im Süden der Provinz Araukarien. Dem spanischen Truppenführer Pedro de Villagra gelang es 1557 nach dem Eintreffen Hurtados, den Mapuche-Anführer Lautaro bei einem Überraschungsangriff zu töten.
Der Schriftsteller Alonso de Ercilla y Zúñiga beschrieb in seinem Roman La Araucana den Krieg und die grausamen Taten der Spanier und berichtet insbesondere von der Ermordung des obersten Anführers der Mapuche, des Kriegshäuptlings (Toqui) Caupolicán, der als Held der Erzählung zum literarischen Prototyp des indianischen Romanhelden und „edlen Wilden“ wurde.
1557–1559 sandte der Gouverneur den Entdecker Juan Fernández Ladrillero auf eine Expedition zur Erkundung der Magellanstraße aus. García Hurtado de Mendoza gründete die Städte Osorno und Cañete.
1561 wurde García Hurtado de Mendoza als Gouverneur von Chile abgelöst, da er beim König Philipp II. in Ungnade gefallen war. Sein Nachfolger wurde Francisco de Villagra (1561–1563).
Hurtado kehrte nach Spanien zurück und vertrat sein Land von 1561 bis 1588 diplomatisch in Italien. Anschließend kehrte er nochmals nach Südamerika zurück und amtierte von 1589 bis 1596 wie schon sein Vater als Vizekönig von Peru.
1595 benannte der spanische Entdecker Alvaro de Mendaña de Neyra die polynesische Inselgruppe der Marquesas nach dem damals amtierenden Vizekönig („Las Islas Marquesas Don García Hurtado de Mendoza y Cañete“).
García Hurtado de Mendoza starb im Jahre 1609 in Madrid.